# Biogasanlage Berlin

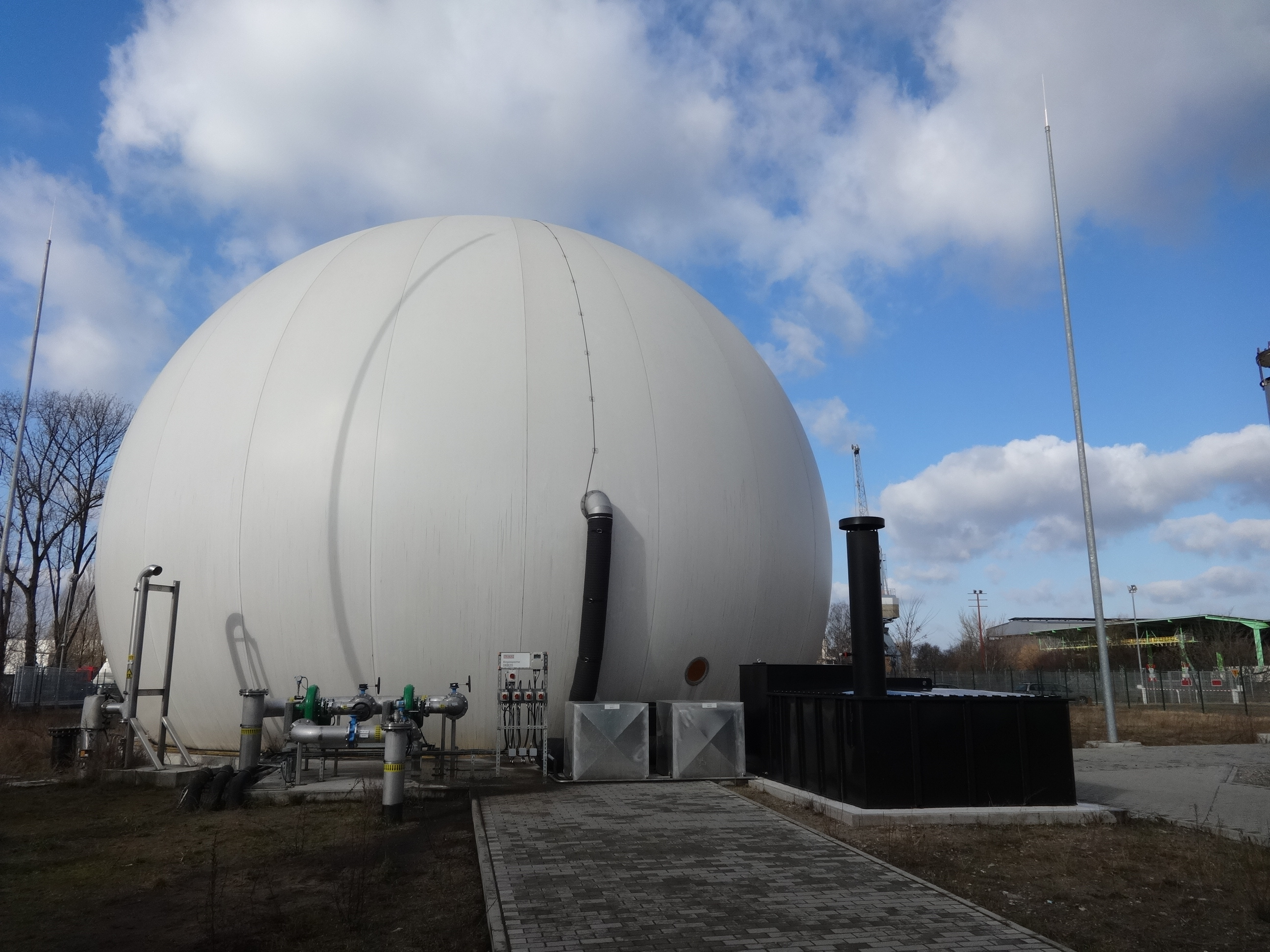
Zwischenspeicher

Die Biogasanlage Berlin erzeugt durch die Vergärung von Biomasse aus privaten Haushalten Biogas. Sie befindet sich in der  Berliner Ortslage Ruhleben im Ortsteil Spandau und wird von der Berliner Stadtreinigung (BSR) betrieben.

## Planung
Die BSR sammelt seit 1996 – getrennt vom Hausmüll – biologische Abfälle unter dem Namen BIOGUT ein. 2007 beschloss der Aufsichtsrat der BSR, eine Biogasanlage zu errichten. Als Standort kamen insgesamt 40 Optionen in Frage. Das Verfahren wurde auf Grund der Investitionshöhe von rund 30 Millionen Euro EU-weit ausgeschrieben. Im vierten Quartal 2009 fiel das Los auf eine Arbeitsgemeinschaft bestehend aus der Strabag Umweltanlagen GmbH in Dresden sowie der Strabag in Köln. Auf Grund der vergleichsweise großen Menge an Bioabfall war ein Genehmigungsverfahren sowie eine Öffentlichkeitsbeteiligung nach der Verordnung über genehmigungsbedürftige Anlagen sowie eine Umweltverträglichkeitsprüfung erforderlich. 
Im Juli 2011 erteilte das zuständige Bauamt die Baugenehmigung auf dem 2,7 Hektar großen Gelände in unmittelbarer Nähe zum Klärwerk Ruhleben. Ein Jahr später begann die Arbeitsgemeinschaft mit dem Bau; im Frühjahr 2013 startete der Testbetrieb. Der Regierende Bürgermeister von Berlin Klaus Wowereit weihte die Anlage am 5. Juni 2013, dem Tag der Umwelt, ein. Wowereit sagte bei seiner Rede in Anspielung auf den Flughafen Berlin Brandenburg: „Auch in Berlin können Zeit- und Kostenrahmen eingehalten werden“.
Die Abnahme fand am 15. Oktober 2013 statt.

## Betrieb  und Technik
Die Anlage verarbeitet rund 60.000 Tonnen Biomasse, die überwiegend aus den 1,4 Millionen privaten Berliner Haushalten stammt. Zur Herstellung des Biogases wählte die BSR die Trockenvergärung, da Haushaltsabfälle einen durchschnittlichen Wassergehalt von 60 % bis 80 % aufweisen und damit für dieses Verfahren geeignet sind. Der Bioabfall wird dabei zunächst von Störstoffen befreit und gelangt anschließend zur Fermentierung in zwei liegende Pfropfenstrom-Reaktoren, die im thermophilen Temperaturbereich zwischen 55 und 57 °C arbeiten. Mit Hilfe einer Hydraulik wird das Gärgut durchschnittlich 21 bis 23 Tage durch den Fermenter transportiert und dabei bedarfsweise durchgemischt und aufgelockert. Die Reste des Gärgutes werden in flüssige und feste Bestandteile getrennt. Die flüssigen Bestandteile dienen zur Einstellung des Feuchtigkeitsgehaltes des Bioabfalls beim Eintrag in den Fermenter sowie zur Schmierung der Eintragsspirale. Die verbleibenden 40.000 m³ werden in der Landwirtschaft  als Dünger eingesetzt. Die 20.000 Tonnen festen Stoffe gelangen als Kompost nach Brandenburg, wo er in der Landwirtschaft und im Gartenbau verwendet wird. Der Kompost ist von der Bundesgütegemeinschaft Kompost e. V. zertifiziert.
Aus den rund 60.000 Tonnen Bioabfall entstehen bei diesem Prozess rund 7,14 Millionen m³ Roh-Biogas. Es besteht zu 62 Prozent aus Methan. Nach einer Zwischenlagerung bereitet die BSR mit Hilfe einer Aminwäsche das Gas auf, so dass es die Qualitätsanforderungen an Erdgas erfüllt. Bei der hierfür erforderlichen Entschwefelung werden Bakterien eingesetzt, die Schwefelsäure und Schwefel produzieren. Die Feinentschwefelung erfolgt mit Hilfe von Aktivkohle. Insgesamt entstehen so 4,4 Millionen m³ Biomethan. Dies entspricht einer Nettoenergieproduktion von 34 Millionen kWh.
Das gewonnene Gas wird in einen 2.000 m³ großen Zwischenspeicher geleitet und kann danach über den Gasnetzbetreiber NBB Netzgesellschaft Berlin-Brandenburg in das städtische Netz eingespeist werden. Die BSR muss dabei sicherstellen, dass das Gas am Einspeisepunkt den Voraussetzungen der DVGW-Arbeitsblätter G 260 und 262 mit Stand 2007 entspricht. Der Netzbetreiber ist verpflichtet, die Anforderungen des DVGW-Arbeitsblattes G 685 mit Stand 2007 zu erfüllen. Die Kosten für den Netzanschluss übernahm der Netzbetreiber zu 75 %, die BSR die verbleibenden 25 %. 
Die BSR erhält vom Netzbetreiber für zehn Jahre ab Inbetriebnahme pauschal 0,7 Cent pro eingespeiste Kilowattstunde Biomethan. Da das Unternehmen selbst nicht verpflichtet ist, eine Biokraftstoffquote zu erfüllen, kann das Biomethan an andere Unternehmen verkauft werden, die unter das Biokraftstoffquotengesetz (BioKraftQuG) fallen. Dabei ist von Vorteil, dass Abfälle, die unter das Kreislaufwirtschaftsgesetz fallen, doppelt auf die Erfüllung der Quoten aus dem BioKraftQuG angerechnet werden können.
Neben der Einspeisung betankt die BSR ihre gasbetriebenen Müllfahrzeuge auf den Gastankstellen der Betriebshöfe in Prenzlauer Berg, Wilmersdorf und Marzahn. Die Gasmenge reicht rein rechnerisch aus, um 150 Fahrzeuge zu betanken. Dies entspricht in etwa der Hälfte der betroffenen Fahrzeuge. Mit dem Einsatz des Biogases können rund 2,5 Millionen Liter Dieselkraftstoff im Jahr eingespart werden. Das entspricht einem Äquivalent von 6.200 Tonnen Kohlendioxid. Hinzu kommt eine geringere Belastung durch Lärm, da Erdgasfahrzeuge in der Regel leiser als dieselbetriebene Lkws sind. Der Fuhrpark der BSR wurde zu diesem Zweck sukzessive auf biomethanbetriebene Fahrzeuge umgestellt. Ein vergleichbares Projekt in dieser Größenordnung gibt es im Jahr 2015 in Deutschland bislang noch nicht.
Alle wesentlichen Anlagenteile sind eingehaust und mit Absauganlagen versehen. Ein Zwei-Linien-Biofilter mit einem chemischen Gaswäscher reinigt die 40.000 m³ Abluft, die zur Belüftung der Gärreste dient. Medien berichten, dass es in der Nachbarschaft auch „bei voller Auslastung […] nicht zu unangenehmen Gerüchen“ käme.
Die Anlage wird von zwölf Mitarbeitern betrieben.

## Kritik
Der BUND begrüßte zwar grundsätzlich den Bau derartiger Anlagen, da die Kompostierung des Bioabfalls im Umland eingestellt werden konnte. Er kritisierte jedoch, dass noch zu viel Methan freigesetzt werde, „weil keine modernen Filter zum Einsatz kommen.“ Der BUND bemängelte weiterhin, dass man rechtzeitig Vorschläge für „ambitionierte Ziele“ hinsichtlich der Abluftemissionen eingebracht habe, die von der BSR jedoch nicht hinreichend berücksichtigt wurden. Außerdem sei immer noch unklar, ob „die Möglichkeiten zur Reduzierung klimaschädlicher Methanemissionen, die auch bei Vergärungsanlagen auftreten, vollends ausgeschöpft werden“. Der BUND forderte daher eine umfassende Klimabilanzierung der Anlage.

## Auszeichnungen
- Deutscher Nachhaltigkeitspreis, 2012, TOP 3 in der Kategorie Deutschlands nachhaltigste Initiative
- Deutschland – Land der Ideen, Ausgezeichneter Ort 2013/2014 in der Kategorie Umwelt